# آرتسویک هاروتیونیان
آرتسویک مناتساکانی (ماتساکی) هاروتیونیان (ارمنی: Արծվիկ Մնացականի (Մացակի) Հարությունյան؛ انگلیسی: Artsvik Harutyunyan؛ ۲۲ دسامبر ۱۹۲۹ ) یک پنبه‌کار (cotton grower) و سیاستمدار اهل ارمنستان بود.

## زندگی‌نامه
وی در ۲۲ دسامبر ۱۹۲۹ در روستای شاهومیان به دنیا آمد . وی همچنین برندهٔ جوایزی همچون قهرمان کار سوسیالیست (۱۹۵۱)، نشان لنین، مدال شجاعت کار (۱۹۶۰)، مدال کارگر ممتاز شده است. 